# Yoo Nam-Kyu
Yoo Nam-Kyu, de vegades transliterat com a Yu Nam-Gyu, (en hangul: 유 남규; en hanja: 劉南圭) Busan, (Corea del Sud, 1968) és un jugador de tennis de taula sud-coreà, ja retirat, guanyador de quatre medalles olímpiques.

## Biografia
Va néixer el 4 de juny de 1968 a Busan, Corea del Sud.

## Carrera esportiva
Va participar, als 20 anys, en els Jocs Olímpics d'Estiu de 1988 celebrats a Seül (Corea del Sud), on aconseguí guanyar dues medalles olímpiques: la medalla d'or en la competició individual i la medalla de bronze en la competició de dobles masculins fent parella amb An Jae-Hyung. En els Jocs Olímpics d'Estiu de 1992 celebrats a Barcelona (Catalunya) aconseguí revalidar la seva medalla de bronze en la competició de dobles masculins, fent parella en aquesta ocasió amb Kim Taek-Su. Així mateix en aquests Jocs finalitzà novè en la competició individual. En els Jocs Olímpics d'Estiu de 1996 realitzats a Atlanta (Estats Units) tornà a finalitzar tercer en la competició de dobles masculins al costat de Lee Chul-Seung, així com novè en la competició individual.
Al llarg de la seva carrera ha aconseguit guanyar el títol del Campionat del Món de tennis de taula en la modalitat de dobles mixts l'any 1989.